# アレキサンダー・カニンガム
アレキサンダー・カニンガム(英語: Alexander Cunningham、1814年1月23日-1893年11月28日)は、イギリスの考古学者。インド考古調査局 (Archaeological Survey of India)の設立に大きく関わり、インドの仏教寺院遺跡の発掘に大きく寄与したことで知られる。

## 経歴
1814年、スコットランド人の詩人・アラン・カニンガムの子としてロンドンで生まれた。ロンドンのボーディングスクール基督学校で初等教育を受けた。ウォルター・スコットに影響されて兄のジョセフと共にイギリス東インド会社のアディスコム軍事神学校で士官候補生になり(1829年から1831年)、その後ケント州チャタムの王立工兵隊で技術的な訓練を受けた。
19歳でベンガル工兵隊に少尉として入隊。その後28年間に渡ってイギリス領インド帝国で勤務。

## 家族・親族
- 父：アラン・カニンガム（英語版）(1784–1842)はスコットランド人の詩人。
- 兄：ジョセフ・カニンガム（英語版）も歴史家。